# CSI: Dark Motives
CSI: Dark Motives en un videojuego basado en la serie de televisión de la CBS CSI: Crime Scene Investigation. El juego fue desarrollado por 369 Interactive, publicado por Ubisoft y fue lanzado para PC en 2004. En noviembre de 2007 fue remasterizado por Powerhead Games, nuevamente publicado por Ubisoft y publicado para Nintendo DS.
Este juego, al igual que su precuela de CSI: Crime Scene Investigation, su secuela CSI: 3 Dimensions of Murder y CSI: Miami, sigue un patrón definido de cinco casos, con el quinto caso atando los cuatro anteriores.

## Los casos

### Caso 1: Disaster Daredevil
Cuando Ace Dillinger, un profesional del riesgo que trabaja para la World's Wildest Stunts, choca su moto, el equipo CSI se reúne para descubrir el enigma del accidente. Tú, como nuevo en CSI, trabajarás bajo el mando de Catherine Willows.

### Caso 2: Prints and Pauper
Un hombre, aparentemente sin hogar, es encontrado muerto en un manicomio abandonado. El contenido en su estómago parece demostrar que no fue un simple suicidio. Trabajarás con Warrick Brown en este caso.

### Caso 3: Diggin' It
Huesos humanos son encontrados en un sitio en construcción de un nuevo casino. Se cree que el terrerno era un antiguo cementerio indígena. Sara Sidle será tu compañera en este extraño caso.

### Caso 4: Miss Direction
Una mujer es asesinada durante un ensayo para una obra de teatro, al parecer, disparada con una pistola. Vas a trabajar con Nick Stokes en esta misión.

### Caso 5: Dragon and Dropping
Una komodo venenosa es asesinada, encontrando en ella un dedo de pie. De todos modos, ¿quién es el dueño de este pacífico depredador? Trabajarás con el jefe, Gil Grissom.